# Clastobryopsis
Clastobryopsis là một chi rêu trong họ Sematophyllaceae.